# 콩국
콩국은 콩을 삶아서 맷돌에 갈아 짜낸 물이다. 콩물, 대두냉수(大豆冷水), 두갱(豆羹)으로도 부른다. 여름에 국수나 우무 등을 말아서 먹는다.

## 만들기
물에 불린 콩을 삶아서 맷돌에 간 다음, 소금으로 간을 맞춘다. 밀국수를 말아 콩국수로 먹기도 하고, 우무를 말아 우뭇국으로 먹기도 한다.

## 변형

### 대구 콩국
대구에서는 화교들이 중국식으로 더우장과 유탸오를 먹는 것에서 영향을 받아, 따뜻한 콩국에 찹쌀 도넛을 말아 먹는 문화가 있다. 콩을 갈아서 끓인 다음 걸러 내는 중국식 더우장과 달리, 대구식 콩국은 콩을 삶은 다음 갈아 만드는 한국식 콩국이지만, 차게 내지 않고 따뜻하게 낸다. 도넛 외에 달걀 노른자, 들깨가루, 참기름, 설탕 등을 곁들이기도 한다.

## 사진

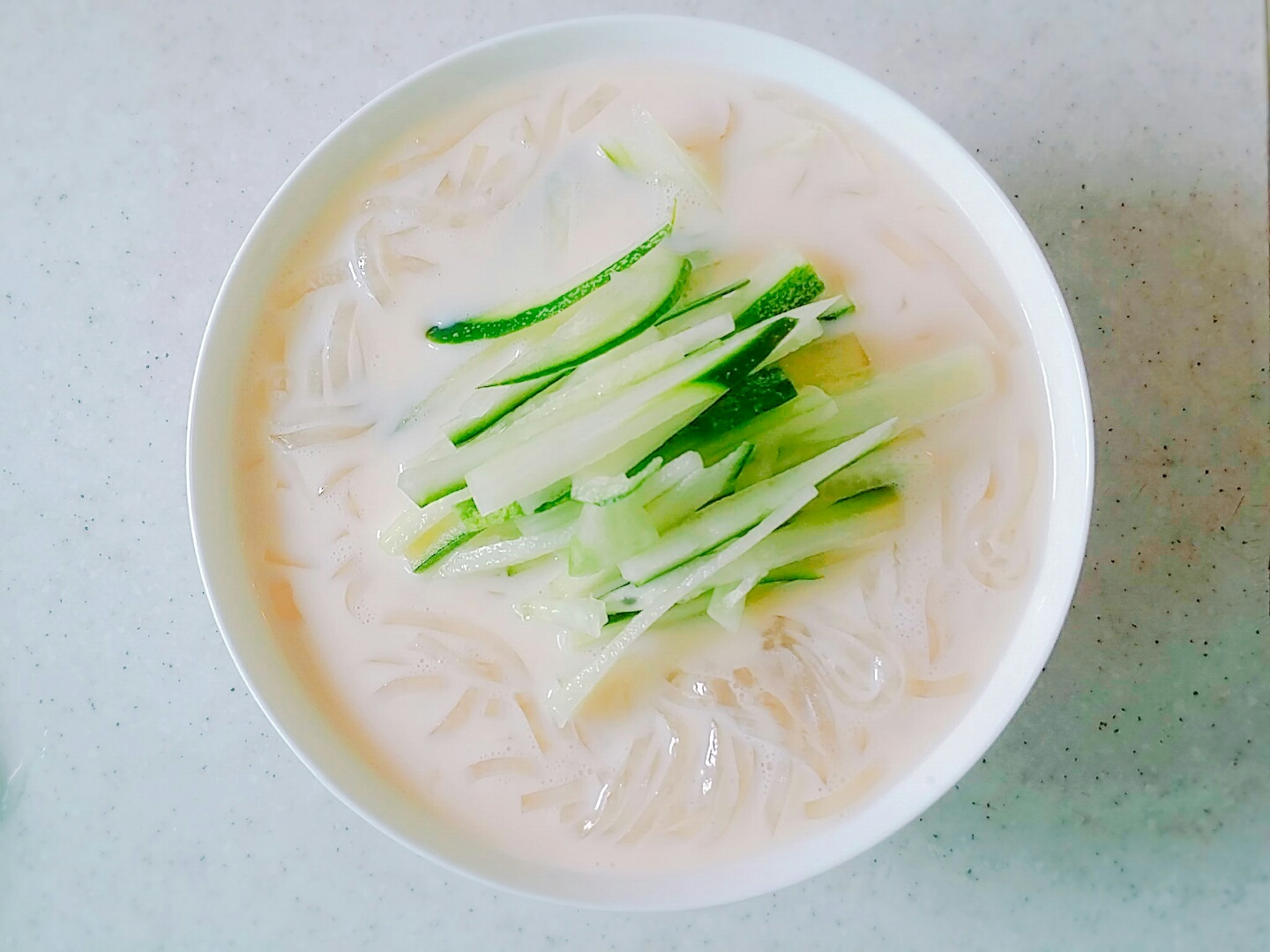
우뭇국
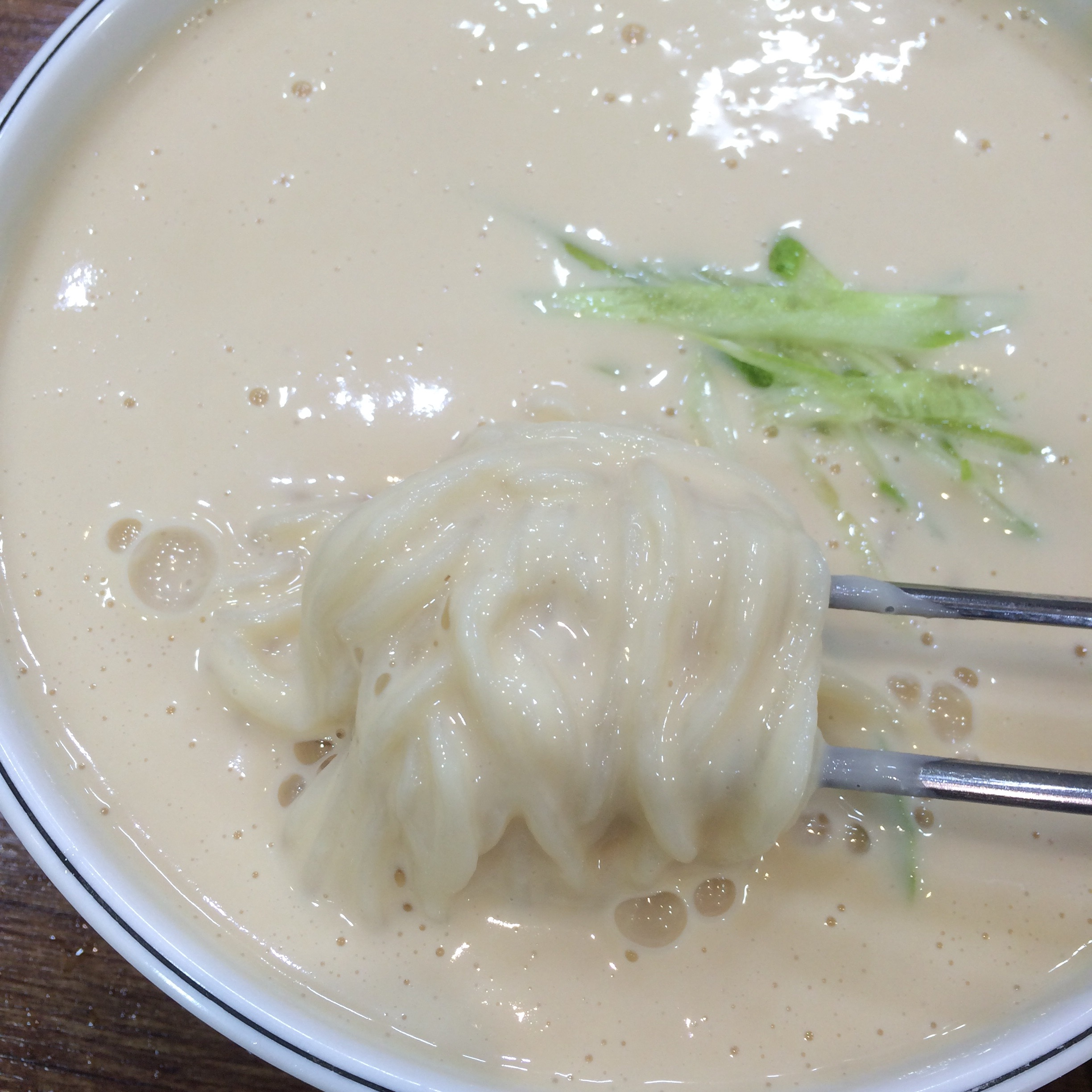
콩국수
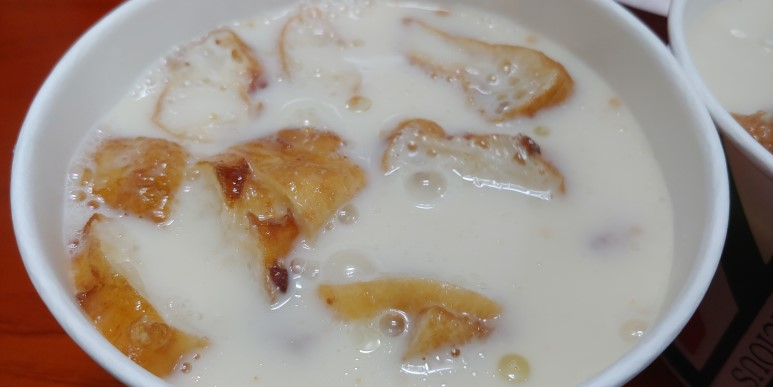
대구 콩국

## 같이 보기
- 더우장
- 두유